# Stazione di Ardara
Stazione di Ardara vasútállomás Olaszországban, Szardínia régióban, Ardara településen.

## Vasútvonalak
Az állomást az alábbi vasútvonalak érintik:
- Ozieri Chilivani–Porto Torres Marittima-vasútvonal

## Kapcsolódó állomások
A vasútállomáshoz az alábbi állomások vannak a legközelebb: 
- Stazione di Ploaghe
- Stazione di Ozieri-Chilivani